# EXPLANNER
EXPLANNER（エクスプランナー）は日本電気(NEC)が販売している業種別ERPパッケージソフトウェア製品。ネーミングは"EXPand＋PLANNER"から。

## シリーズ展開
- ERPシステム　EXPLANNER/Ax（エクスプランナー・エーエックス）
- ERPシステム　EXPLANNER/Z（エクスプランナー・ゼット）
- 人事・給与ソリューション　EXPLANNER/S（エクスプランナー・エス）
- 基幹業務パッケージ　EXPLANNER/Ai（エクスプランナー・アイ）
- 製造業向け基幹業務パッケージ　EXPLANNER/J（エクスプランナー・ジェイ）
- 自動車部品製造業向け基幹業務パッケージ　EXPLANNER/Ja（エクスプランナー・ジェイエー）
- 食品製造業向け基幹業務パッケージ　EXPLANNER/Jf（エクスプランナー・ジェイエフ）
- 建設業向け基幹業務パッケージ　EXPLANNER/C（エクスプランナー・シー）
- 卸売市場向け基幹業務パッケージ　EXPLANNER/Vf（エクスプランナー・ブイエフ）
- 物流センター向け業務パッケージ　EXPLANNER/Lg（エクスプランナー・エルジー）
- ERP連携ワークフロー　EXPLANNER/FL（エクスプランナー・エフエル）
- 固定資産管理パッケージ　EXPLANNER/Fa（エクスプランナー・エフエー）